# 冰屋

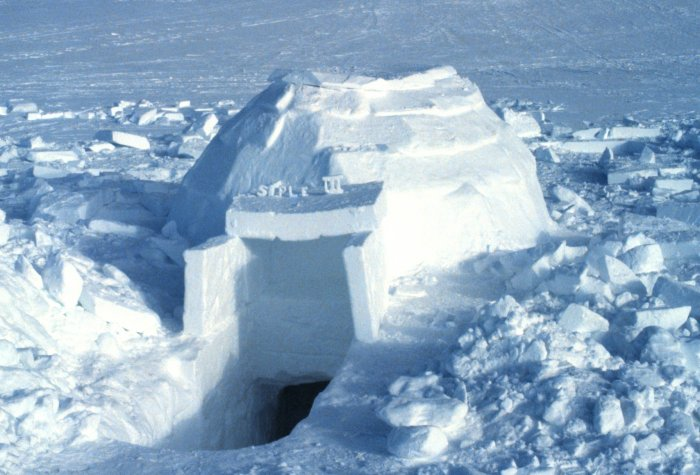
冰屋（伊格鲁）

冰屋（Igloo，因纽特语：iglu/ ᐃᒡᓗ，意为“房屋”），又译雪屋或音译为伊格鲁，是一种由雪块构造而成的居所，通常都有一个圆顶。因為因纽特的獵人會把冰屋作为他们在漫长的严冬中狩猎期间的临时住所，故冰屋常常会令人们聯想到居住在加拿大辽阔的北部地区的原住民因纽特人。
製作冰屋的最佳的建筑材料就是冰磚，而冰磚的製作也有一定的限制，要能夠製作冰磚的冰必須要有一定硬度，要能夠被切割成「磚」的冰才能被作為冰屋的材料，而不是每一種冰都能被製作成冰磚的原因有兩個，一是由於氣溫不同對冰造成的影響，二是不同的壓力對冰的影響也是會大大的影響冰磚的品質。
冰屋顶部一般开有一个通风口，位置比圆顶最高点略低些。有时候，在出口还会挖一条短地道，这样一来，不仅可以抵御狂风，还可以在开门的时候大大减少屋内热量的散失。由于雪是极好的绝缘和绝热材料，在住人用的冰屋中，居住条件相当舒适。
雖然雪屋與愛斯基摩人有著固定的聯結，但他們傳統上與加拿大中部北極區和格陵蘭圖勒地區的人有所關聯。其他因紐特人傾向於用雪來保護他們的房子，這些房子是由鯨鬚和獸皮所建造的。之所以用雪來建造房子是因為雪能隔絕氣體外流。在室外，溫度可能低至攝氏-45度(華氏-49度)，但在室內，僅靠著身體溫度，室溫可能在攝氏-7度(華氏19度)至攝氏16度(華氏61度)之間。中央因紐特人（特别是居住在戴维斯海峡（Davis Strait）附近的因紐特人）往往习惯于在冰屋里衬一层兽皮。这样做能把室内温度从2 °C大幅提升到10-20 °C。
在建筑学意义上，冰屋的最独特之处就是它的圆顶。只需用一块块雪块按规律堆砌，这样的圆顶就可以建造起来了，而且外观相当平整且非常牢固，根本不需要现有的任何支承结构。

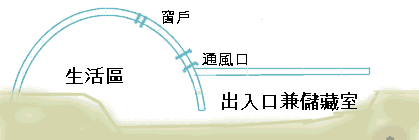
冰屋的横向剖面图：出口开在右侧，黄色代表地面。

因为在因纽特语中，伊格鲁（igloo，正确的拼法应该是iglu）本身的意思就是房屋，所以自20世纪以来，因纽特人开始用iglu的复数形式igluvigaq或者igluvigait来专门指代冰屋，以免混淆。

## 種類

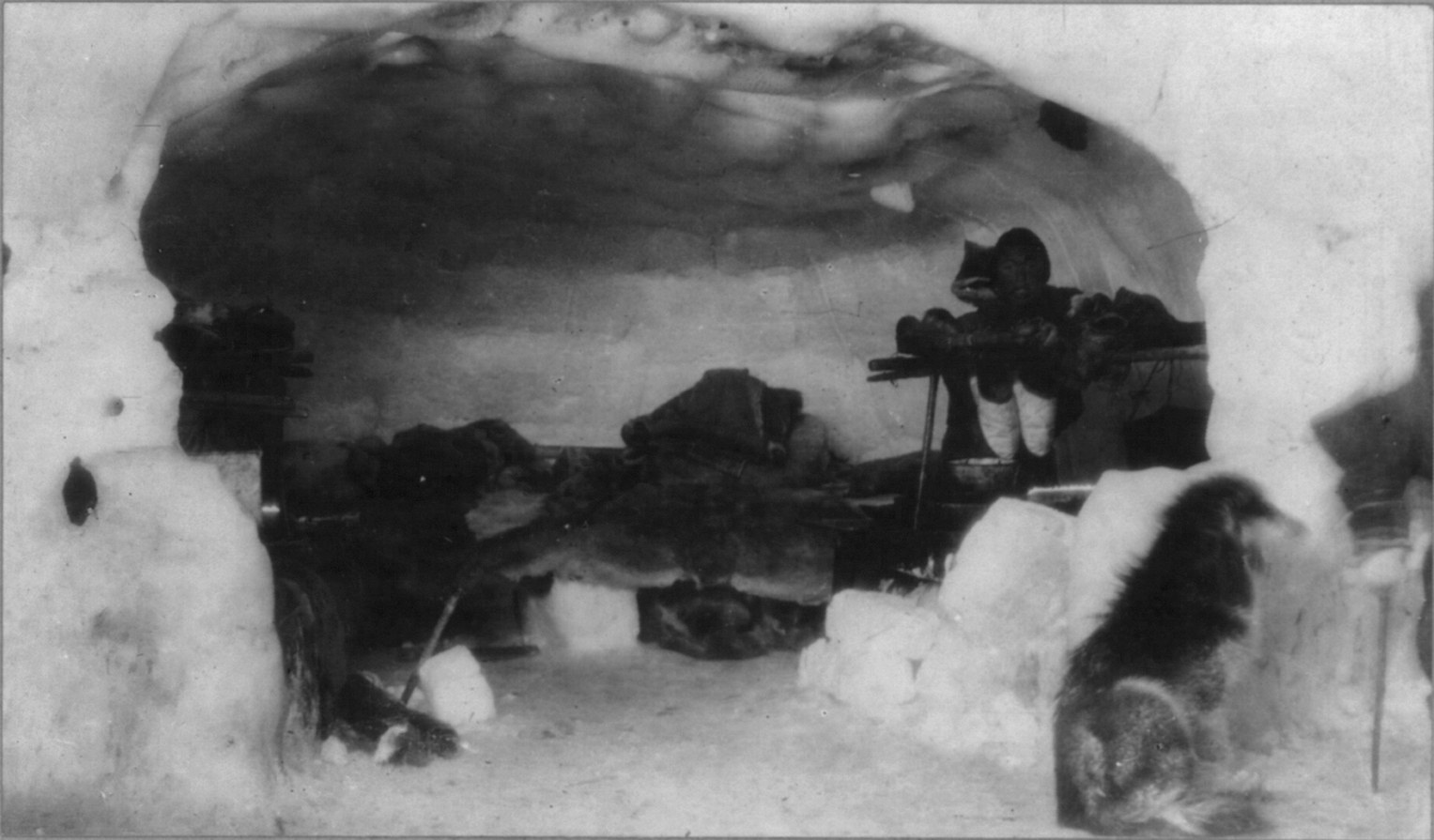
冰屋內的[愛斯基摩人]

傳統的雪屋有三種類型，包含不同的尺寸和不同的用途
。
最小的尺寸為臨時的庇護所，通常只會用來住一、兩個晚上。這些庇護所是在狩獵期間建造和使用的，通常建在寬廣的海冰上。
中等規模的雪屋為半永久的家庭住宅。通常是一個房間，裡頭住著一個或兩個家庭。在一個小的地方通常會有幾個這樣的雪屋，形成一個因紐特村莊。
最大的雪屋通常是由兩個一組的方式建成。其中一棟建築物為特殊場合建造的臨時建築物，另一座則是用於生活。此雪屋可能多達五個房間，可容納20人。一個大型圓頂雪屋可能是由地道附近的幾個小型的圓頂雪屋構成的，可以通向外部。這些被用來舉辦社區盛宴和傳統舞蹈。

## 建造方法
用於建造雪屋的積雪必須有足夠的結構強度才能被適當地切割和堆積。為了滿足此需求，最好的雪是被風吹過的雪，它可以用來壓縮和連結冰晶。通常在積雪的下半部分使用切割區塊的積雪留下的洞。有時，在入口處建造一個短的隧道，以便在門打開時減少風和熱損失。雪的有效絕緣特性使雪屋內部保持相對溫暖。在某些情況下，插入一塊透明冰塊使光線進入圓頂雪屋。動物皮被用作門簾以保持暖風。作為冬季避難所的雪屋有由冰和馴鹿毛皮製成的床鋪。這些「冰床」是該地區和因紐特文化獨有的。在建築方面，圓頂雪屋的獨特之處在於，它是一個圓頂，可以通過彼此靠攏的獨立冰塊升起，並在施工期間拋光以適應沒有額外的支撐結構。建造正確的圓頂雪屋將支撐站在屋頂上的人的重量。在傳統的因紐特人雪屋裡，來自Kudlik（qulliq，石燈）的熱量使內部稍微融化。這種融化和再凍結形成了一層冰，有助於冰屋的強度。

雪屋建造方法

睡覺的平台是一個凸起的區域。由於溫暖的空氣升起，涼爽的空氣沉澱，入口區域為寒冷的地方，而睡覺的平台將容納爐灶、燈、身體熱量或其他裝置產生的任何熱量。中央因紐特人，特別是戴維斯海峽周圍的那些人，利用人的體溫使居住區的溫度升高，這可以將溫度從大約攝氏2度（華氏36度）提高到攝氏10-20度（華氏50-68度）。

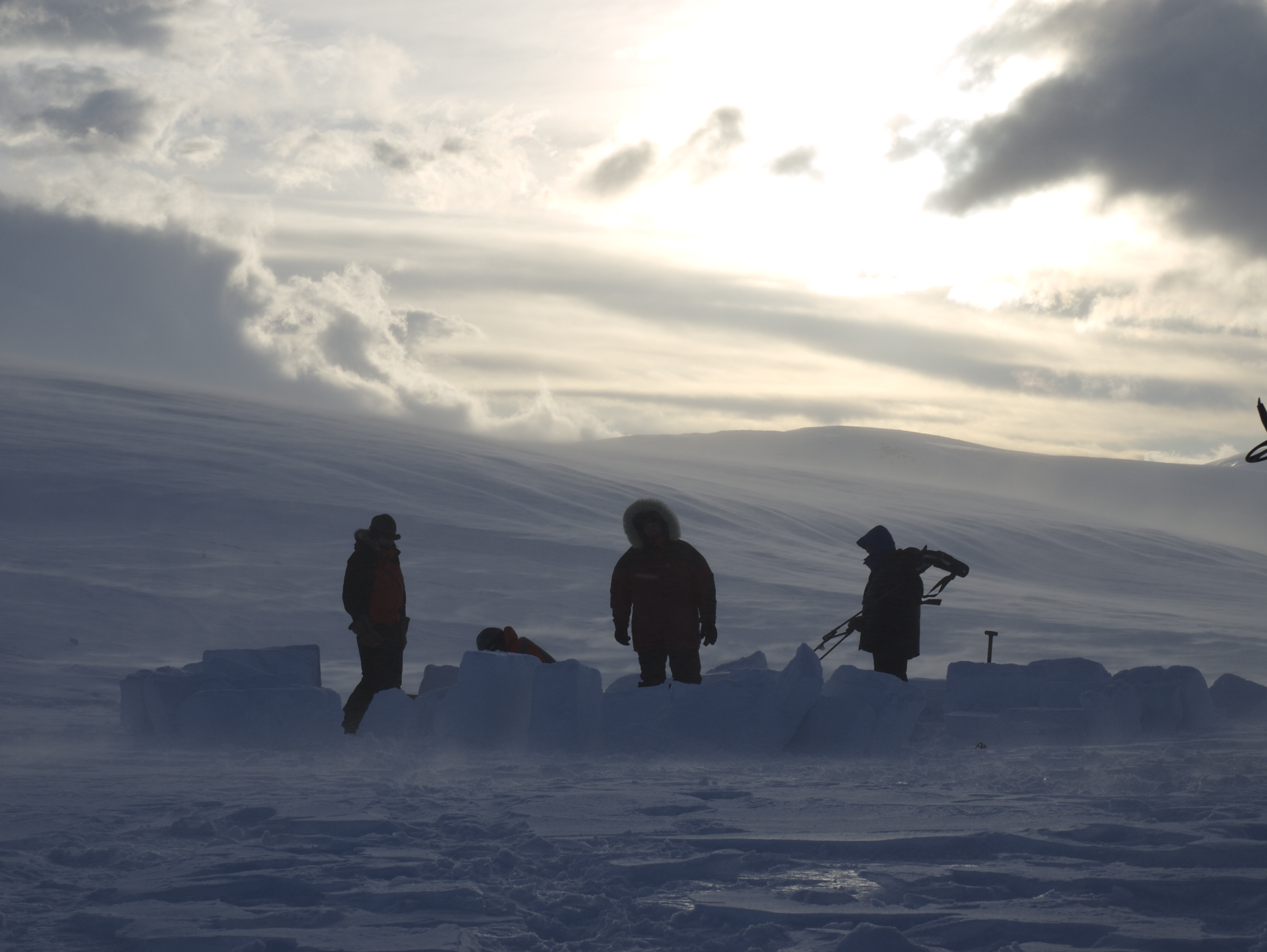
建在薩瑞克的雪屋

有一个窍门，能够更快更省力地建造冰屋。这个窍门就是先按照预定的冰屋形状堆起一堆硬纸板盒子，再用雪覆盖上去，之后凿出一个门，把里面的硬纸板盒全部取出，冰屋就建造好了。利用这个窍门，还能达到减少用雪量以及增大冰屋容积的效果。
还有一个使冰屋更加坚固和安全的好办法，即在建造好以后在其表面泼上水，水渗入雪块缝隙后就会冻成冰，使雪块黏结得更加牢固。（但是水必须在门开好了之后才能泼上去，否则此后你根本无法把门凿开，因为那些泼了水的雪块实在太硬了。）这样不仅能够使冰屋更加坚固和牢靠，而且会使它的表面更加光滑，以至谁也无法爬到冰屋的顶上去。而有人爬上冰屋正是冰屋倒塌的主要原因。而冰屋一旦倒塌，冰屋里面的人往往会有生命危险。